# Jetel zlatý

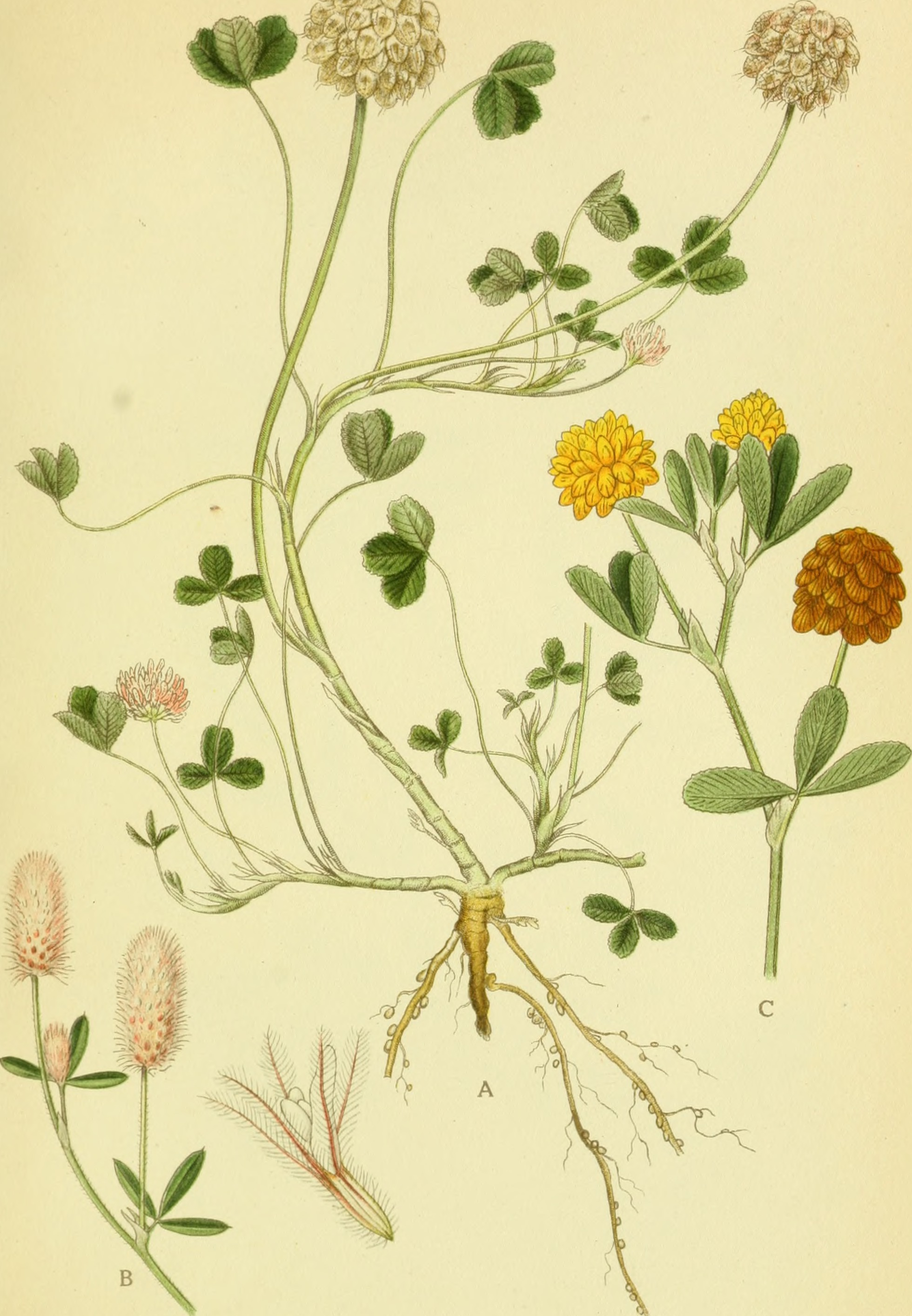
Zobrazení jetele zlatého

Jetel zlatý (Trifolium aureum) je nízká, obvykle dvouletá rostlina kvetoucí v červnu až srpnu asi 1 cm velkými, zlatě zbarvenými hlávkami květů. Je původní druh české krajiny a bývá považován za planě rostoucí rostlinu.

## Rozšíření
Tato bylina je původem hlavně z Evropy, kde osídlila téměř celý kontinent. Na severu zasahuje po střední Skandinávii, na jihu po Makaronésii, na východě do asijského Turecka, Íránu, do oblasti Kavkazu a západní Sibiře. Druhotně se dostala do Severní i Jižní Ameriky, Austrálie i na Nový Zéland.
V České republice roste roztroušeně od nížin až do horských poloh, optimum výskytu má v pahorkatinách až podhůřích. Dostává se i do vyšších poloh, v Hrubém Jeseníku až do výšky 1300 m n. m. V teplých oblastech je dosti vzácný a jeho výskyt tam bývá vázán na rozsáhlejší lesní porosty.

## Ekologie
Vyskytuje se na okrajích polních cest, podél lesních lemů a na jejich pasekách, roste na travnatých svazích, náspech, obvykle v sušších travnatých společenstvech. Prospívá mu prostředí v blízkosti lesů, kde nachází vlhčí mikroklima, snese i mírný polostín. Nejlépe vyhovují půdy mírně suché nebo písčité, které jsou jen slabě humózní a obsahují minimum živin, tam jej tolik nepřevyšují vzrůstnější rostliny. Dusík si zajišťuje symbiózou s bakteriemi. Kvete od června do srpna, ploidie jetele zlatého je 2n = 14.

## Popis
Nejčastěji dvouletá rostlina s vystoupavou až přímou lodyhou vysokou 25 až 50 cm. Řídce chlupatá lodyha, vyrůstající z tenkého, rozvětveného kořene je tuhá a v horní polovině se řídce větví. Lodyhy i odbočné větve porůstají střídavými listy, které jsou trojčetné a mají asi 1 cm dlouhý řapík srostlý asi do poloviny s palisty. Lístky s krátkými řapíčky bývají obvejčité až eliptické, 15 až 20 mm dlouhé a 6 až 8 mm široké, v horní polovině jemně pilovité a na vrcholu uťaté či vykrojené.
Z horní části lodyhy vyrůstají ve větším počtu hlávkovitá květenství, která mají asi 3 cm dlouhé, šikmo odstávající stopky. Květenství je zprvu kulovitého a později elipsovitého tvaru, v průměru mívá asi 1 cm a je tvořeno 30 až 40 oboupohlavnými, asi 7 mm dlouhými květy na kratičkých stopkách. Jejich kalich je asi 3 mm dlouhý a dva horní cípy má kratší než tři spodní. Sytě žlutá, po odkvětu světle hnědá, pětičetná koruna má vydutou pavézu na okrajích podvinutou a o polovinu delší než člunek a křídla. Ve květu je deset dvoubratrých tyčinek, srostlých 9 + 1. Na květy přilétá hojně hmyzu, ale tyto se nejčastěji opylují samosprašně.
Plod je nepukavý, úzce vejčitý, v suchém kalichu obalený lusk s krátkým zobánkem. Vyrůstá na dlouhé stopce a obsahuje jedno kulovité semeno velké asi 1 mm.

## Význam
Jetel zlatý sice patří mezi jeteloviny, v Evropě však nebývá využíván jako pícnina. Obvykle vyrůstá přirozeně na neobdělávaných místech, je rostlina bez ekonomického významu.

## Galerie

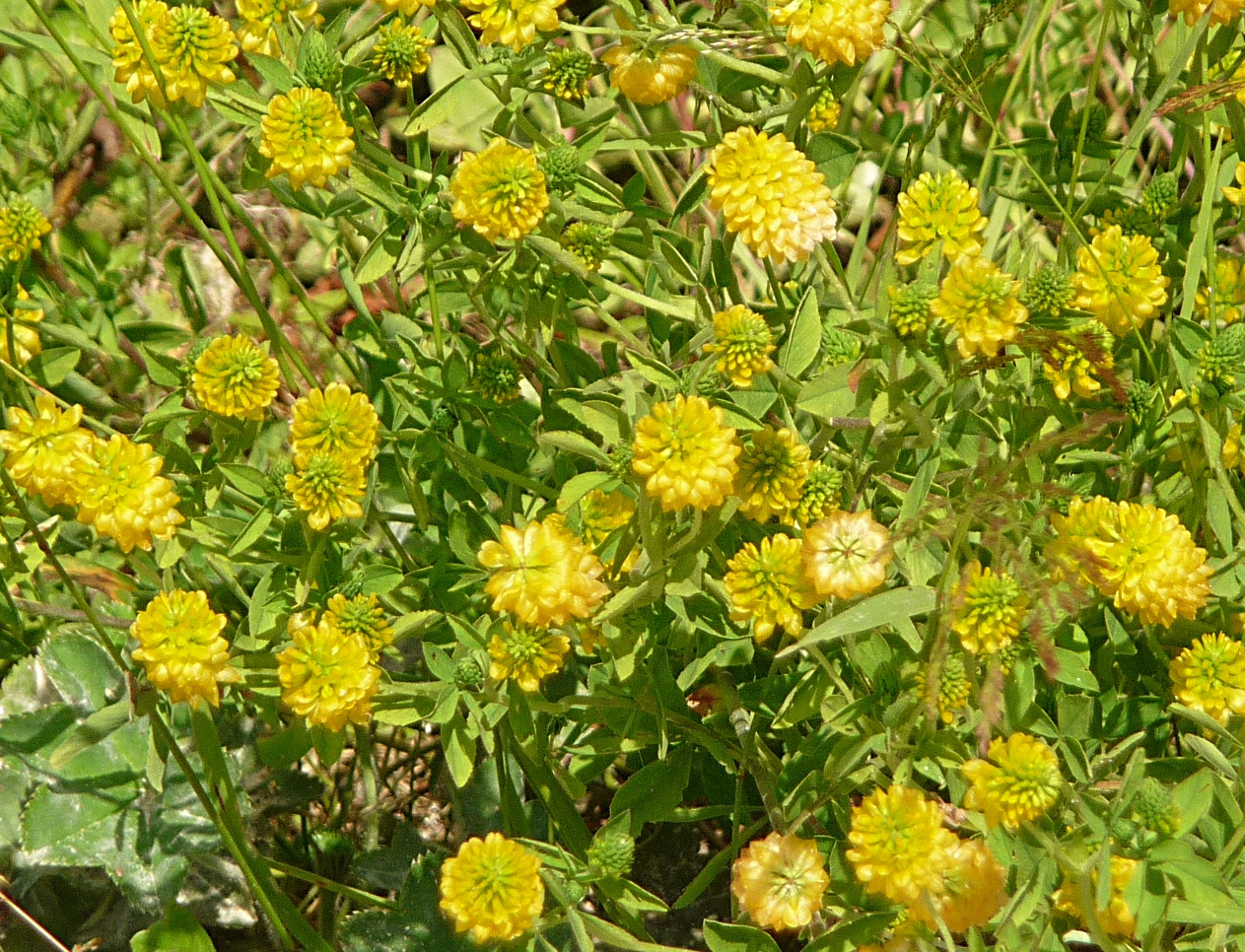
Porost jetele zlatého
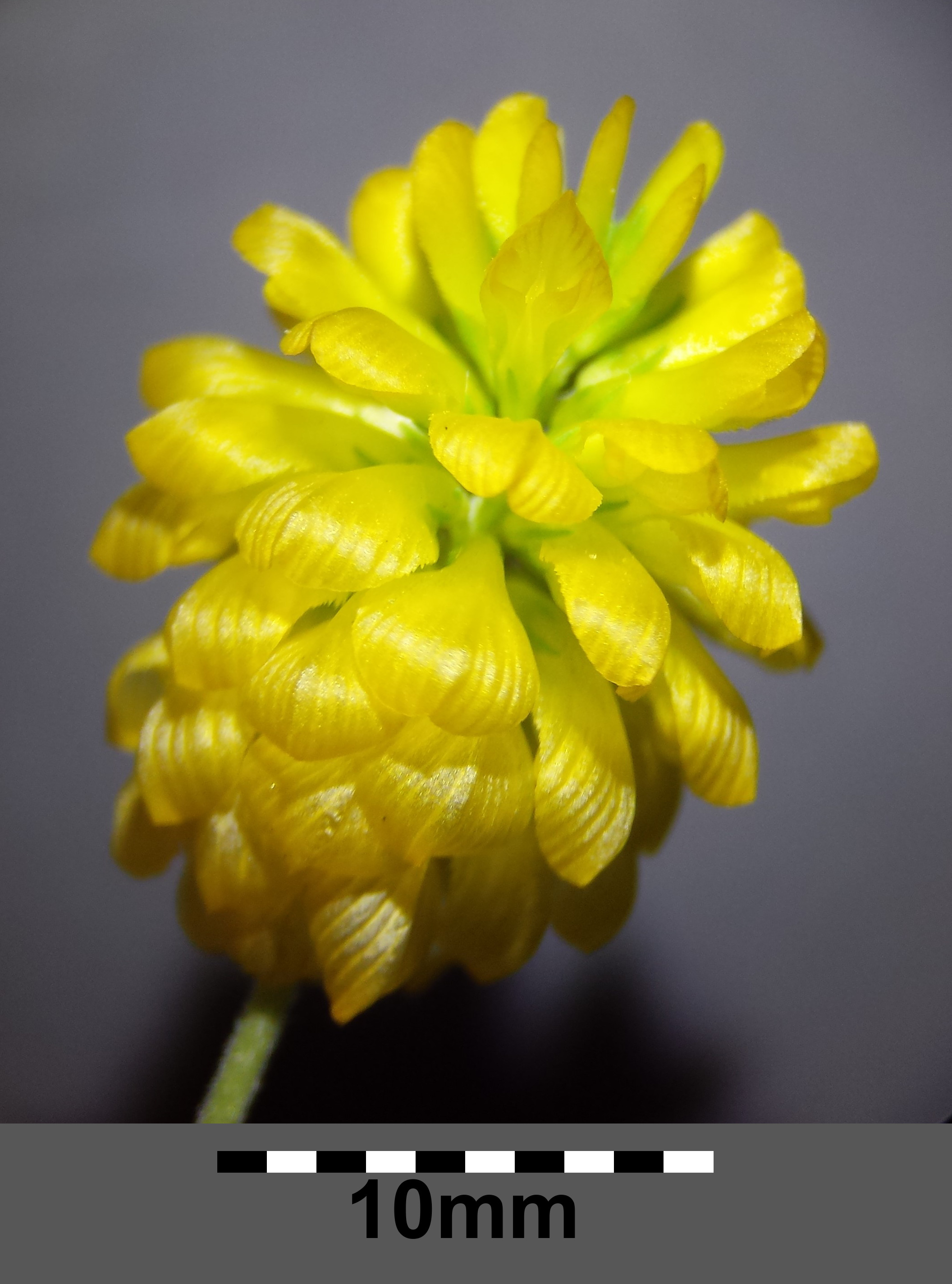
Kvetoucí květenství
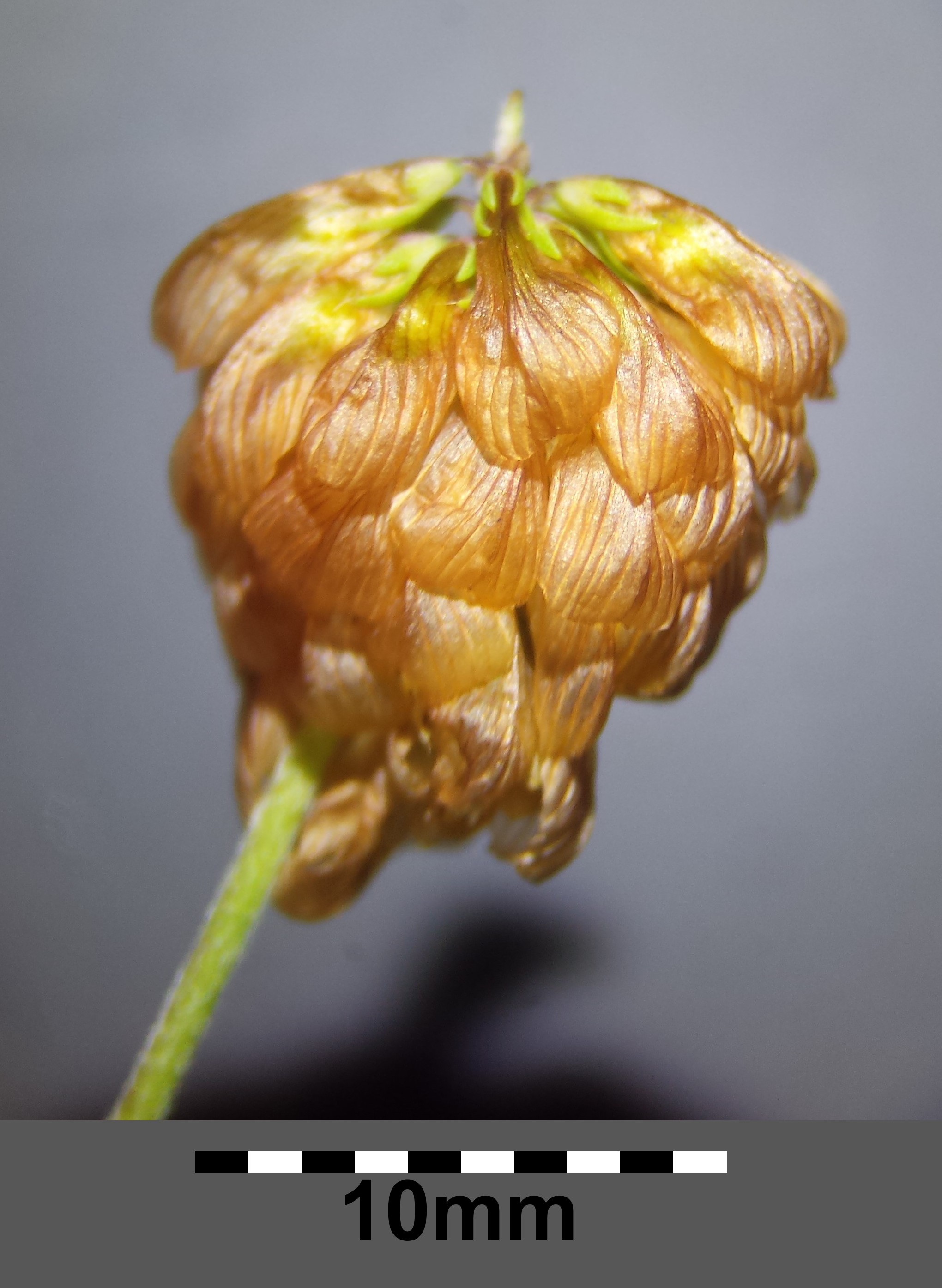
Odkvetlé květenství